# Kiotina quadrituberculata
Kiotina quadrituberculata is een steenvlieg uit de familie borstelsteenvliegen (Perlidae). De wetenschappelijke naam van de soort is voor het eerst geldig gepubliceerd in 1948 door Wu.